# 중심성
그래프 이론에서 중심성(中心性, centrality)이란 그래프 혹은 사회 연결망에서 꼭짓점(vertex) 혹은 노드(node)의 상대적 중요성을 나타내는 척도이다. 이 중심성은 지수로 계산되는데, 이 중심성 지수는 그 계산 방법에 따라 크게 연결 중심성(degree centrality), 근접 중심성(closeness centrality), 매개 중심성(betweenness centrality), 고유벡터 중심성(eigenvector centrality)이 주로 쓰인다.

## 같이 보기
- 거리 (그래프 이론)

## 참고 문헌
- (영어) Wasserman, Stanley and Faust, Katherine. Social Network Analysis. Cambridge University Press. NY:1994.